# Harardhere
Harardhere es un pueblo somalí localizado en la región de Mudug. Posee una población aproximada de 6.000 habitantes y está situada a 40 km de la costa.
Se dio a conocer por ser una conocida base de la piratería en Somalia.